# Fleury Loiret HB

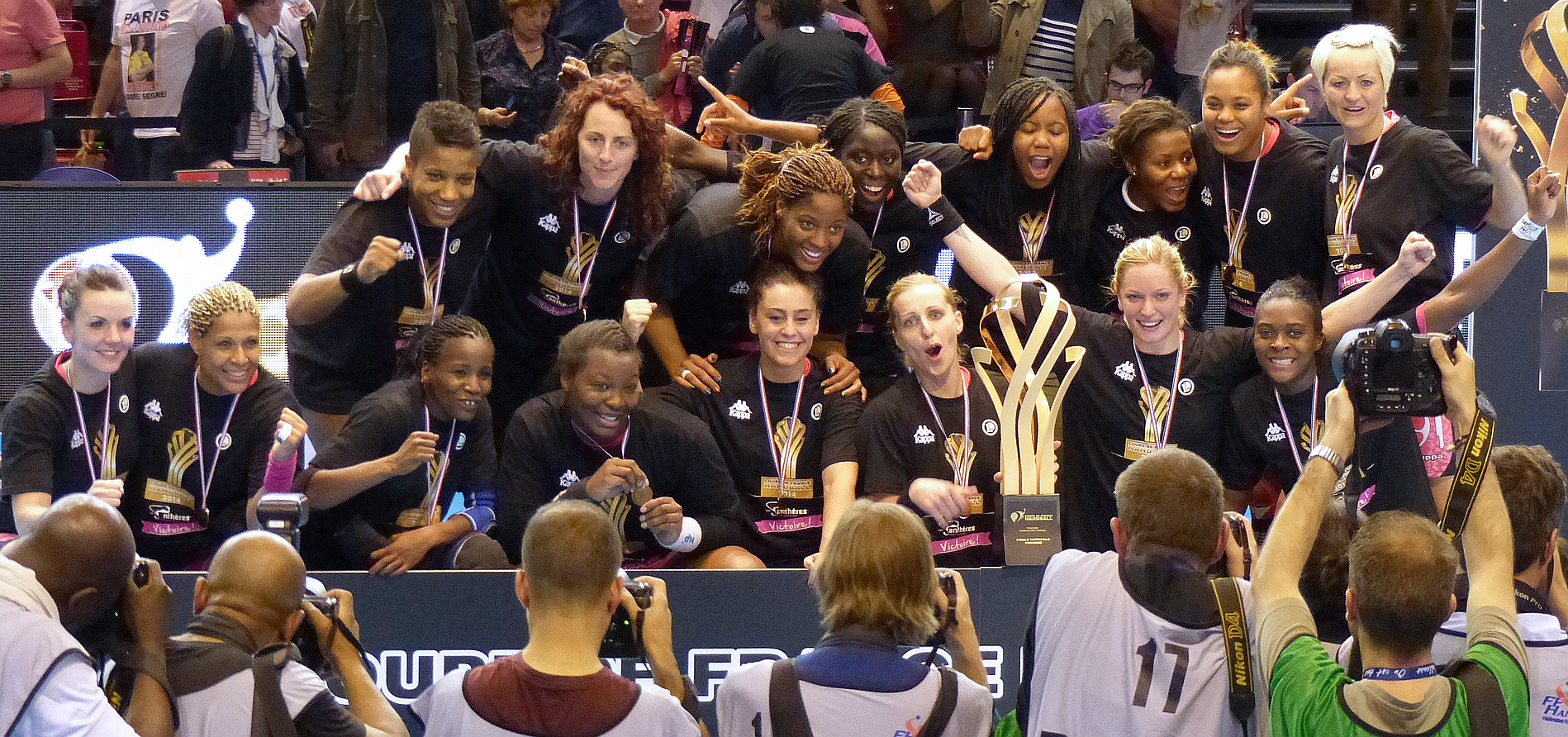
Spelarna efter vinsten av franska cupen, 2014.

CJF Fleury Loiret Handball, fullständigt namn Cercle Jules Ferry Fleury-les-Aubrais Handball, är en fransk damhandbollsklubb, grundad 1974 som en sektion av idrottsföreningen Cercle Jules Ferry (CJF) med bas i Fleury-les-Aubrais, Loiret. Klubben har spelat till sig vissa meriter i EHF:s cuper men har inga meriter från Champions League förutom deltagande 2015-2016 i Champions Leagues huvudrunda. Klubben tillhör franska eliten och har vunnit ligan 2015.

## Meriter
- Franska mästare 2015
- Vinnare av franska cupen 2014
- Silver i Cupvinnarcupen 2015[2]
- Semifinal i EHF Challenge Cup 2012[3]

## Spelare i urval
- Nely Carla Alberto (2012–2014)
- Alexandrina Cabral Barbosa (2014–2016)
- Beatriz Fernández (2012–2015)
- Manon Houette (2010–2016)
- Alexandra Lacrabère (2018–2021)
- Marta López (2012–2016)
- Marta Mangué (2013–2015)
- Estelle Nze Minko (2015–2016)
- Loui Sand (2018–2019)
- Ionela Stanca (2013–2014)